# Rikuzentakata

Rikuzentakata (陸前高田市 Rikuzentakata-shi?) este un municipiu din Japonia, prefectura Iwate.